# Noh Hyun-suk
Noh Hyun-Suk (10 de outubro de 1966), é um ex-handebolista sul-coreano, medalhista de prata nas Olimpíadas de 1988.
Noh Hyun-Suk jogou uma partida.